# Adriaan de Groot
Adrianus Dingeman (Adriaan) de Groot (Santpoort, 26 de outubro de 1914 — Schiermonnikoog, 14 de agosto de 2006) foi um psicólogo e mestre de xadrez holandês que conduziu alguns dos mais famosos experimentos sobre o enxadrismo nas décadas de 40 a 60. Em 1946, De Groot escreveu sua tese Het denken van den schaker, a qual em 1965 foi traduzida para o inglês e publicada como Thought and choice in chess.

## Obras
- Thought and choice in chess (1965).
- Saint Nicholas: a psychoanalytic study of his history and myth (1965).
- Methodology: foundations of inference and research in the behavioral sciences (1969).
- Perception and memory in chess: heuristics of the professional eye (1996; em co-autoria com Fernand Gobet e Riekent Jongman).